# Schoenoplectus orthorhizomatus
Schoenoplectus orthorhizomatus är en halvgräsart som först beskrevs av Kats.Arai och Miyam., och fick sitt nu gällande namn av Eisuke Hayasaka och Hiroyoshi Ohashi. Schoenoplectus orthorhizomatus ingår i släktet sävsläktet, och familjen halvgräs. Inga underarter finns listade i Catalogue of Life.